# Crkva sv. Marka u Dućama
Crkva sv. Marka nalazi se u blizini napuštenog starog sela Duće, općina Dugi Rat, zaštićeno kulturno dobro.

## Opis dobra
U napuštenom selu Duće nalazi se crkva Sv. Marka koja se spominje još 1150.g., a do 1864.g. bila je župna crkva. Od tada postaje grobišna crkva s kompleksom zemljišta. Građena je kao jednobrodna građevina orijentirana istok-zapad, s prelomljenim svodom i dozidanom kapelom na sjevernoj strani. Crkva ima dvostrešni krov pokriven kamenim pločama, a izvana je ožbukana. Iznad ulaza je kamena rozeta s četiri lista i zvonik na preslicu s prelomljenim lukom. U sjevernom zidu ugrađena je rimska stela. U apsidi je oltar s menzom od preinačenog stećka sa šesterokrakom zvijezdom. Najvredniji dio crkve je gotičko zvono iz 1468.g.

## Zaštita
Pod oznakom Z-6291 zavedena je kao nepokretno kulturno dobro - pojedinačno, pravna statusa zaštićena kulturnog dobra, klasificirano kao "sakralna graditeljska baština".